# Wilhelm Ohnesorge (Historiker)

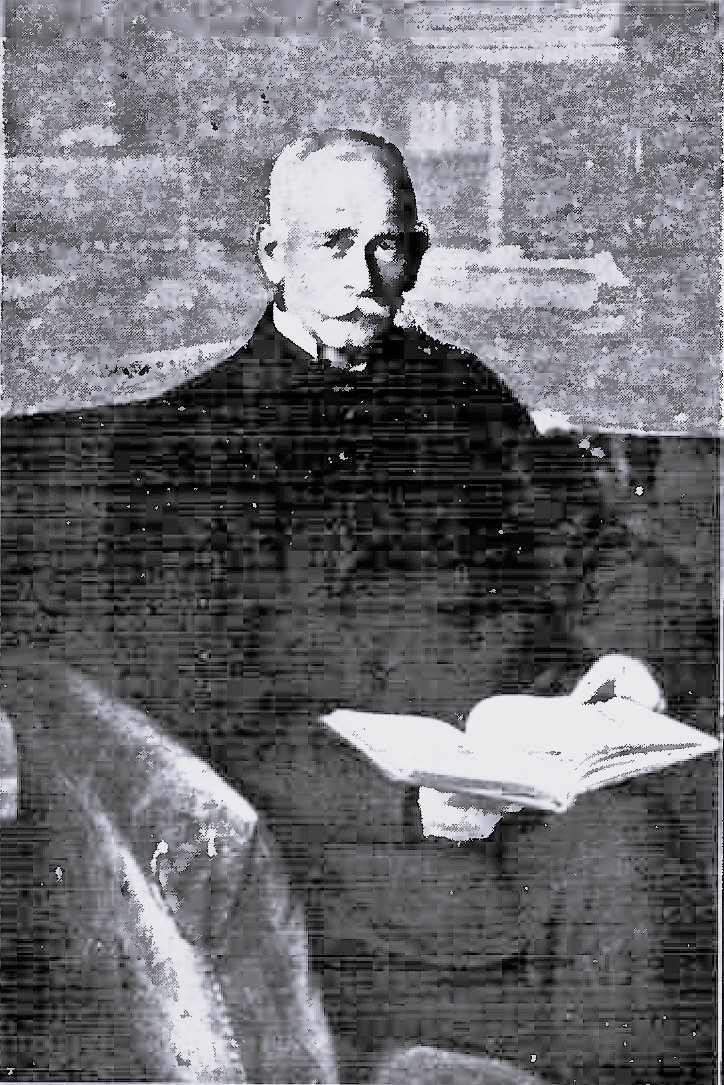
Wilhelm Ohnesorge, 1916

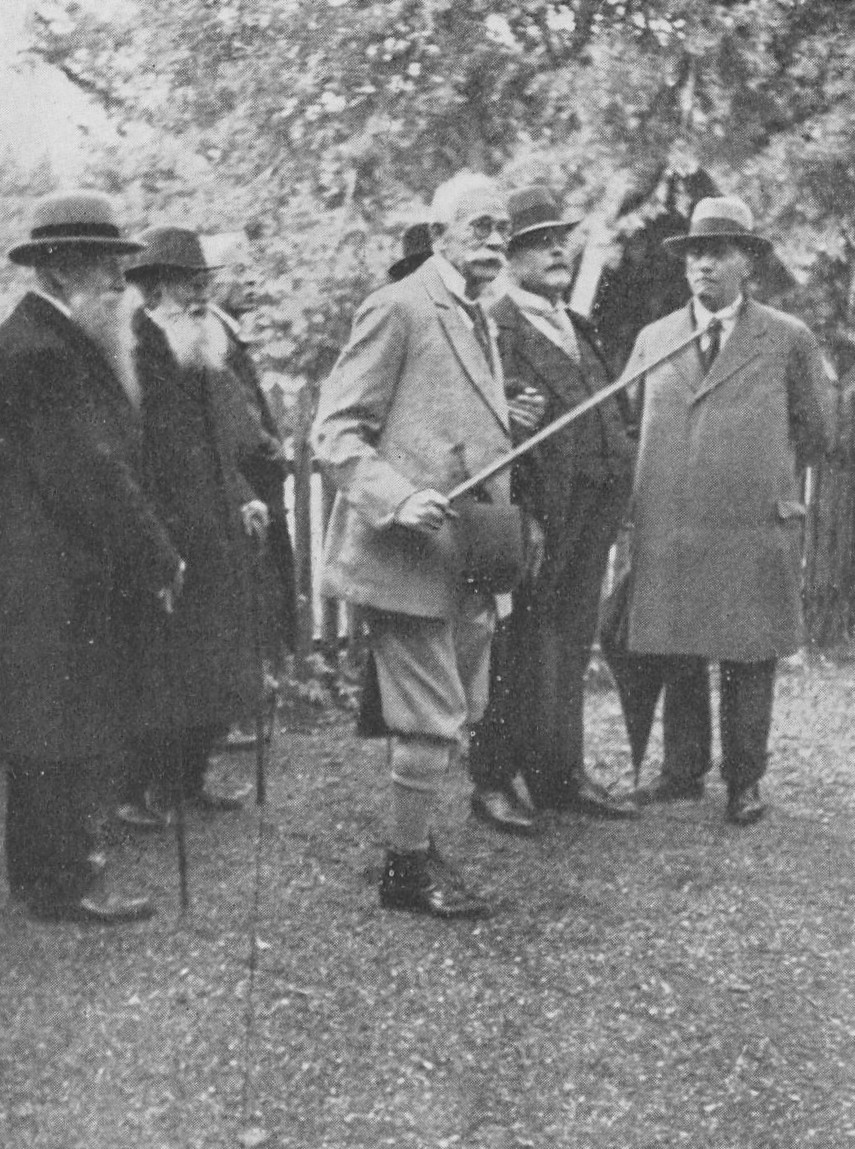
Wilhelm Ohnesorge bei einer Exkursion

Wilhelm Eduard Heinrich Ohnesorge (* 31. Juli 1855 in Görlitz; † 20. April 1943 in Lübeck) (ertrunken) war ein deutscher Historiker, Lehrer und baute den lübeckischen Heimatschutz mit auf. 

## Leben

### Herkunft

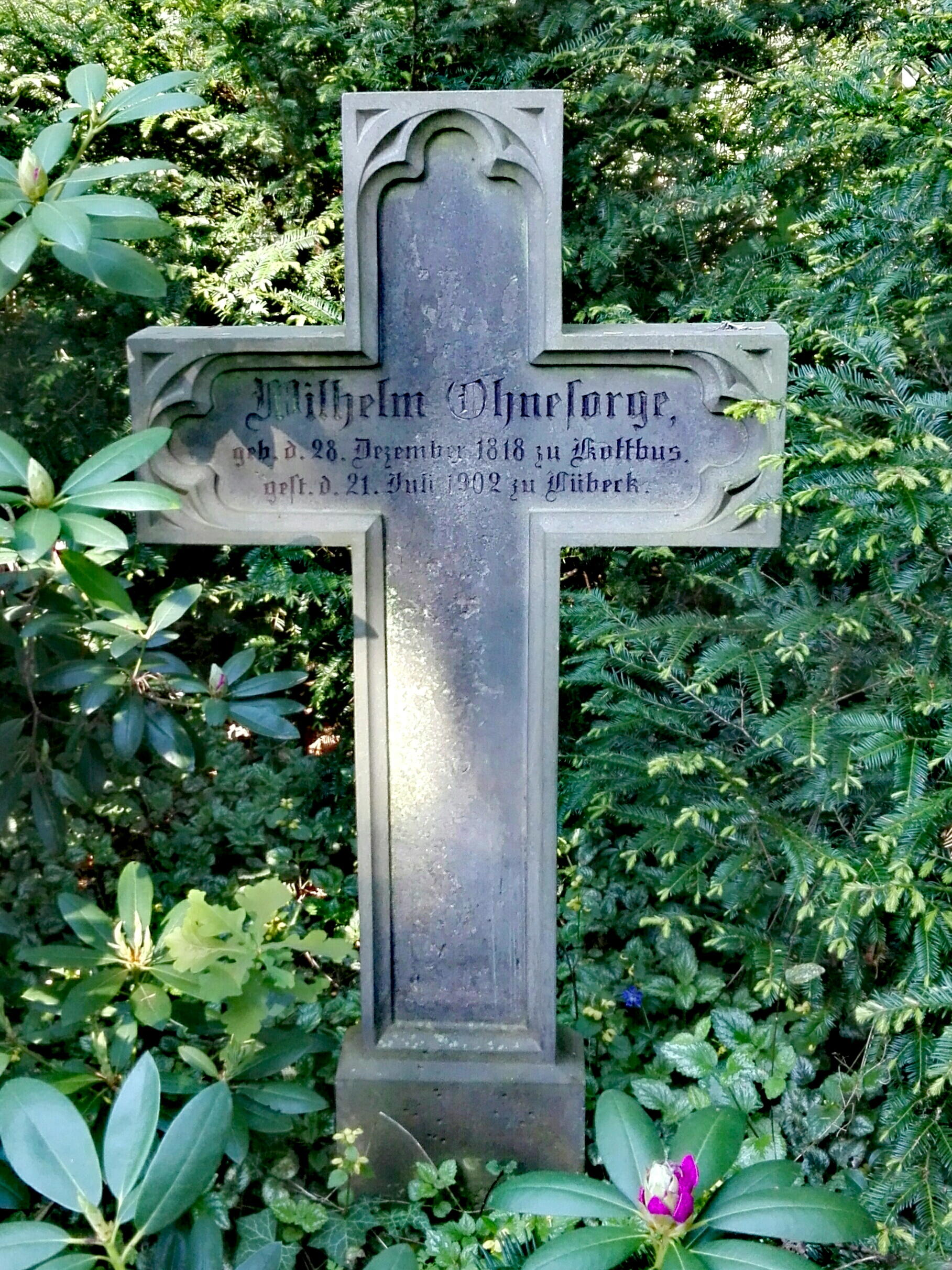

Ohnesorge wurde mit vier jüngeren Geschwistern in Görlitz in eine wohlhabende Familie geboren. Im Zuge der Großen Depression verlor Ohnesorges Vater, Joachim Carl Henning Wilhelm (* 28. Dezember 1818 in Cottbus; † 21. September 1902 in Lübeck), sein Vermögen.
Dessen Grabstein, wenn auch nicht sein Grab, ist im Vergleich zu dem seines Sohnes bis heute auf dem Burgtorfriedhof erhalten geblieben.

### Laufbahn
Ohnesorge besuchte das Görlitzer Gymnasium. Auf die Boomjahre nach der Reichsgründung kam es 1873 zur sogenannten Gründerkrise. Als sein Vater ihm erklärte, ihn nicht studieren lassen zu können, verließ er das Gymnasium ein halbes Jahr vor dem Abitur und wurde Kaufmann. Ab Herbst 1874 lebte er in Berlin und unternahm Reisen durch Südfrankreich, Belgien und Norddeutschland bis Memel. Mit seinen in fünf Jahren angesammelten Ersparnissen besuchte er ab Michaelis 1879 das Gymnasium in Fürstenwalde und holte nach drei Semestern sein Abitur nach.
An der Universität in Leipzig studierte Ohnesorge bei Anton Springer Kunstgeschichte, bei Friedrich Zarncke, Karl von Bahder, Anton Edzardi und Rudolf Hildebrand Geschichte und bei Otto Delitsch und Friedrich Hahn Geographie. Bei Carl Schirren an der Universität in Kiel machte er im März 1886 ein Examen ersten Grades und erhielt im Lateinischen und Griechischen die Lehrbefähigung für Mittelklassen sowie für Deutsch, Geschichte, Erdkunde und Religion die volle Lehrbefähigung.
1885 promovierte er mit seiner Dissertation „Anonymus Valesii de Constantino“. Sein Probandenjahr (entspricht dem heutigen Referendariat) verbrachte er an einem Gymnasium in Köln. Es folgten das Gymnasium am Ostring in Bochum und das Realgymnasium in Duisburg. Während er danach auf dem Gymnasium in Elberfeld lehrte, wurde ihm und einem weiteren Kollegen die Organisation des mehrtägigen 300-jährigen Jubiläums des Gymnasiums übertragen.
Nach seinen 1898 im Beisein des damaligen Bürgermeister Wilhelm Brehmer gehaltenen Probelektionen wurde Ohnesorge am 4. Februar 1899 vom Senat zu Ostern des Jahres als Oberlehrer der Geschichtsunterricht am Katharineum zu Lübeck übertragen. Brehmer legte, da er die Reihe von Ferdinand Heinrich Grautoff, Ernst Deecke über Wilhelm Mantels und Max Hoffmann bei der Erforschung der lübeckischen Geschichte fortsetzen sollte, einen besonderen Wert auf die Nachfolge. Ohnesorge kam als Philologe aus der Wissenschaft und konnte, da die Pflichtstundenzahl und die Schülerzahl in den Klassen beschränkt waren, weiter wissenschaftlich arbeiten.
Seit dem 1. April 1899 war Ohnesorge lübeckischer Staatsbürger und wohnte in der Peterstraße 4 bei Familie Freitag in dem zum Fürstentum Lübeck zählenden Schwartau. Nach der Geburt seiner ersten beiden Töchter zog er zum 27. September 1900 in die Lessingstraße 11 in der lübeckischen Vorstadt St. Jürgen. Als Mitglied des „Vereins zur Hebung des Fremdenverkehrs in Lübeck“ unternahm er als Fremdenführer Führungen durch die Stadt. Von den auf diesem Gebiet erworbenen Kenntnissen sollte er später im Heimatschutz profitieren. 1900 wählte man ihn in den Vereinsvorstand.
Fortan wandte Ohnesorge der Mitarbeit an den Jahresberichten der Geschichtswissenschaft zu Lübeck zu. Ursprünglich war ihm hier die Arbeit über den Hamburgischen Staat übertragen worden, auf das dringende Ersuchen die Bearbeitung der gesamten Lübecker Jahresliteratur für dieses Werk zu übernehmen, übernahm er sie 1904. Mit dem Ersten Weltkrieg fanden die Jahresberichte ihr Ende.
Der Senat verlieh den Oberlehrern Schneermann und Ohnesorge vom Katharineum zum 1. April 1904 den Titel eines Professoren.

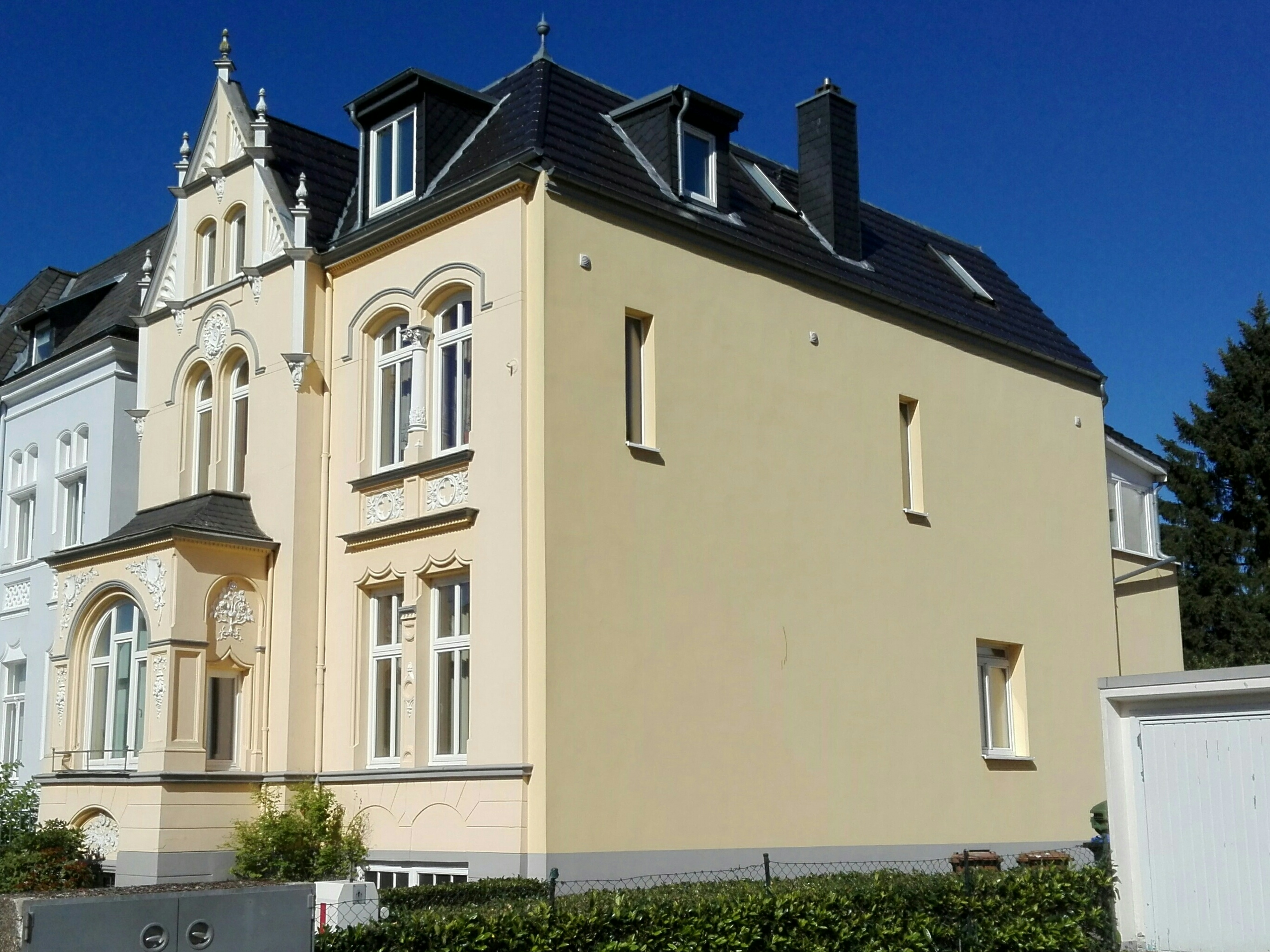
Cronsforder Allee 33

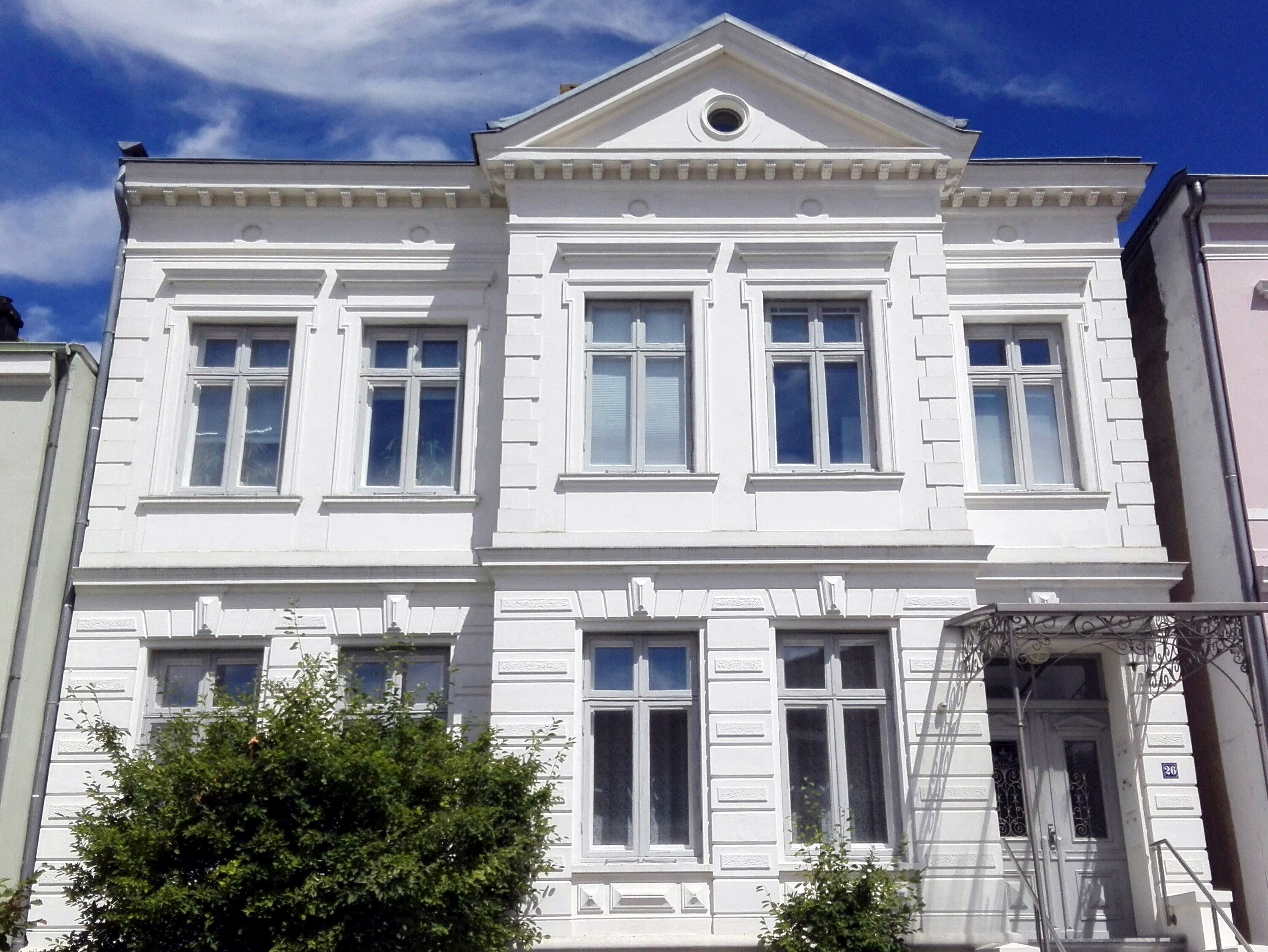
Alterswohnsitz

Nach der Geburt seines Sohnes im Jahre 1904 zog die Familie 1905 in die Cronsforder Allee 33. Dort wurde seine vierte Tochter geboren.
Im Saal der Gesellschaft zur Beförderung gemeinnütziger Tätigkeit erörterte Ohnesorge am 20. März 1917 in seinem Vortrag Die politische Frage.
Nach dem Weltkrieg wurde der Familienwohnsitz 1919 in die Sophienstraße 26 verlegt. Infolge des sogenannten „Abbau-Gesetzes“ wurde Ohnesorge vom Senat zum 1. April 1924 vom Oberlehrer zum Oberstudienrat befördert und außer Dienst gestellt.
Auch bei Organisation der Feierlichkeiten zum Anlass der 700-jährige Reichsfreiheit 1929 in Lübeck war er beteiligt. Im Bezug auf die dreitägige Jubiläumsfeier lobte er, dass eine der ältesten Republiken der Welt hierfür nicht die Mittel des Staates in Anspruch genommen hätte, sondern seine Bevölkerung die nicht unerheblichen Kosten trug. Die Festrede hielt Thomas Mann. Allerdings bezeichnete er die Höhe von Manns Honorarforderung, als unverschämt.
In der letzten Wochenausgabe der Lübeckischen Blätter wurde das Jubiläum des 150-jährigen Bestehens der Gesellschaft zur Beförderung gemeinnütziger Tätigkeit begangen. In Ohnesorges Glückwunsch auf den Seiten 653–654 ging er auf den Umfang und die Änderungen des Blattes nach dem Ersten Weltkrieg ein.
Bei dem Luftangriff auf Lübeck ist der Dom schwer beschädigt worden und die Ohnesorges wurden dem Kirchspiel von St. Aegidien angegliedert. Nachdem Ohnesorge am 20. April 1943 im nahe seinem Alterswohnsitz vorbeiführenden Kanal ertrank, wurde seine Leiche, wie aus den Unterlagen hervorgeht, am 24. d. M. im örtlichen Krematorium verbrannt.

## Vereine

### Verein für Lübeckische Geschichte und Altertumsforschung
Nach seiner Ankunft in Lübeck trat Ohnesorge dem Verein für Lübeckische Geschichte und Altertumsforschung bei und wurde am 28. März 1900 in den Vorstand gewählt. In seiner Freizeit widmete er sich der Vereinstätigkeit und füllte die Bände 10, 12 und 13 von dessen Zeitschrift ganz oder größtenteils mit seinen Arbeiten. Im November 1900 veröffentlichte er den zweiten Band der neuen Folge „Hansischer Geschichtsquellen“.
Nach Ohnesorges Ansicht bestand das Hauptproblem der lübischen Geschichte in der Aufhellung von deren Ursprung. Weder die von Karl Klug 1858 veröffentlichten Forschungsergebnisse über Alt-Lübeck noch Arndts Bericht von 1882 über die dortigen Ausgrabungen verhinderten, dass ein so guter Kenner der lübischen Geschichte wie Bürgermeister Brehmer sie im Riesebusch suchten. Brehmer bewirkte, dass die damals in Lübeck lebenden Historiker wie Hoffmann, Bruns und Hartwig, sofern sie sich über die Lage Alt-Lübecks äußerten, Brehmers Ansicht übernahmen, ebenso wie Wilhelm Wattenbach und die Herausgeber der Monumenta Germaniae Historica.
Ohnesorge wies nach, dass neben dem Riesebusch und der Mündung der Schwartau auch sieben weitere Stellen hierfür in Frage kamen. Im Bezug auf das von ihm untersuchte Quellenmaterial stellte er neun weitere Orte als die Lage Alt-Lübecks in seinem Werk endgültig fest. Gleichfalls überprüfte er hierin die älteste Geschichte Lübecks anhand von dänischen und nordischen Quellen. Bezüglich des Hügels Bucu nahm er die gleiche Arbeit vor und berücksichtigte hierfür auch polnische Geschichtsquellen, die in ein weiteres Werk einflossen. Das seinerzeit herrschende Durcheinander zwischen dem Ursprung der alten Namen Alt-Lübecks (Liubice) und dem seinerzeitigen Lübeck wurde von ihm geordnet. Da im September 1908 der Gesamtverein der Deutschen Geschichts- und Altertumsvereine in Lübeck tagte und die „Einleitung in die lübische Geschichte“ dort als Festgabe überreicht werden sollte, musste dieses Projekt jedoch abgebrochen werden.

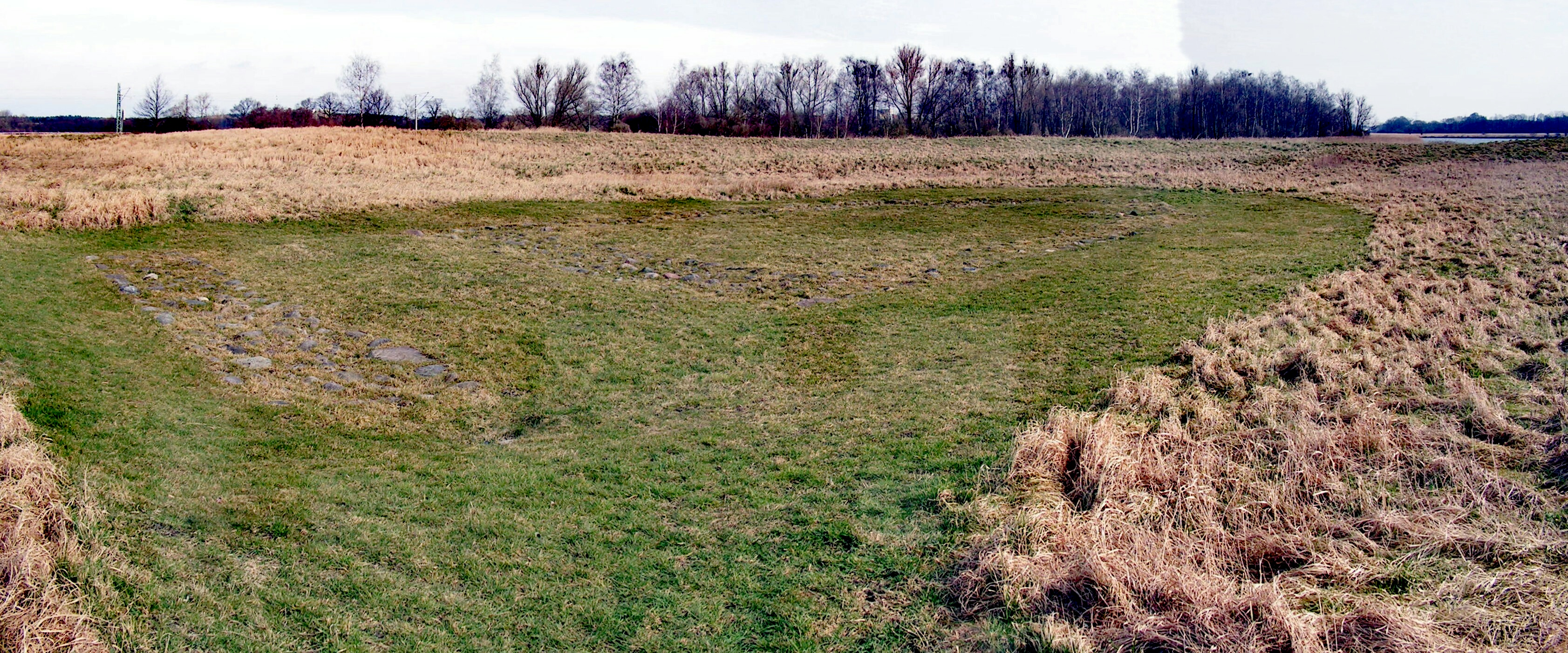
Grundriss der Kirchenanlage von Alt-Lübeck

Am 20. August 1905 hielt Ohnesorge einen Vortrag über die Ausgrabungen bei Haltern am See. Nach der Schifffahrt wanderte man zwei Wochen später zu den freigelegten Grundmauern der alten Kirche, wo Ohnesorge einen Vortrag über die Ausgrabungen vor Ort hielt. Am 25. November 1908 dokumentierten 36 Lichtbilder den Verlauf der Ausgrabungen von 1906 bis 1908.
Martin Wehrmann besprach für die Historiker die Abhandlung über die Ortsnamen Lübecks. In den Monatsblättern der Gesellschaft für pommersche Geschichte und Altertumskunde wies er im Oktober 1909 auf den in Deutschland herrschenden in Dilettantismus bei der Erklärung von Ortsnamen hin, bevor er im Verhältnis hierzu die angewandte wissenschaftliche Arbeitsweise des Werkes lobte. Für die zahllosen unerforschten slawischen Ortsnamen wünschte er sich eine ähnliche Spezialuntersuchung. In den Jahresberichten der deutschen Geschichtswissenschaft des Jahrganges 1909 äußerte sich Georg Schrötter ähnlich.
Conrad Borchling, führender Gelehrter auf dem Gebiet der niederdeutschen Sprachforschung, besprach am Allgemeinen Vorlesungswesen (Vorgänger der Universität Hamburg) wiederholt Ohnesorges ersten beiden Arbeiten. Im Korrespondenzblatt des Vereins für niederdeutsche Sprachforschung  hob er hervor, dass, wie aus Ohnesorges gründlicher Studie klar hervorginge, der Name Lübeck nicht deutschen, sondern slawischen Ursprunges sei. Eingehender behandelte er die beiden Werke in den Historischen Monatsheften der Provinz Posen und kam zu dem Schluss, dass das wissenschaftliche Ergebnis des Ganzen unumstößlich wäre.
Wie vor ihm schon Hans Witte im Bezug auf Mecklenburg wandte sich Ohnesorge entschieden hinsichtlich Lübeck und Wagriens gegen die Theorie der Ausrottung von Slawen, indem er zunächst unter Berücksichtigung aller Arten von Quellen deren einstige Ausbreitung in den Provinzen Hannover und Schleswig-Holstein nachzuweisen suchte. Danach stellte er die Eroberungskriege der Deutschen von 1138 bis 1164 und die einsetzende Behandlung der Slawen durch die Deutschen dar und Reste der Slawen in dem Gebiet zwischen der Eider und der Stepenitz, wie in und bei Lübeck bis 1508 und 1600, dar. Da das Werk für die Zeitschrift des Geschichtsvereins bestimmt war und in jedem Jahr ein Band herauskommen sollte, endete das Werk vorzeitig nach der Stepenitz, obwohl es sich ursprünglich bis zur Oder ausdehnen sollte.
Als Helmolds Slawenchronik von der Direktion der Monumenta Germaniae neu herausgegeben werden sollte, sandte Bernhard Schmeidler als Herausgeber Ohnesorge, obwohl er ihm bis dahin völlig unbekannt gewesen war, die gedruckten Korrekturbögen zur Durchsicht. Da Ohnesorge mit manchem Ergebnis, zu dem Schmeidler über Helmolds Biografie in seiner Einleitung gelangt war, nicht einverstanden sein konnte und er durch seine Arbeiten zu einem Experten Helmolds geworden war, veranlassten ihn die Durchsicht und die eingehende Besprechung der Ausgabe zu seinen „Neuen Helmold-Studien“ (Heimat, Alter und Schulzeit Helmolds: Beiträge zur Charakteristik von Helmolds Chroniken und ihrer Helden.) als seinem fünften Werk. Schmeidler wurde nun zu seinem skrupellosesten Feind.
Da Ohnesorges fünf Arbeiten sich auf den Grenzgebieten zwischen Geschichte, Slawistik, Germanistik, Namenskunde und Erdkunde bewegten, nahmen die Vertreter der fünf Gebiete dazu Stellung. Da ist in erster Linie Aleksander Brückner, seinerzeit erster Slawist im Deutschen Reiche und Lehrstuhlinhaber an der Universität Berlin, zu nennen. Er besprach Ohnesorges beiden ersten Arbeiten in der „Deutschen Erde“, dies war die seinerzeit führende Zeitschrift für Deutschkunde, und empfahl sie als Muster für lokalgeschichtliche Forschungen. In den Göttingischen Gelehrten Anzeigen veröffentlichte er 1910 eine eigene Arbeit über diese Werke, die, infolge der autoritativen Stellung Brückners, zum Ausgangspunkt vieler weiterer Erörterungen wurde. Über Ohnesorges vierte Arbeit äußerte sich Brückner 1911 wieder in der „Deutschen Erde“. Hierin warf er Johannes Biereye vor, dass er sich irre, wenn er dieses Werk für eine „wertvolle Folge der Neubearbeitung Helmolds durch Schmeidler“ halte, da es durch eine Besprechung der Arbeit „Finden sich noch Spuren der Slawen im mittleren und westlichen Hannover?“ von Paul Kühnel motiviert wurde.
Als sich Ohnesorge auf der Höhe seines Schaffens in der Förderung der Altertumswissenschaft in Norddeutschland befand, fuhr er, eingeladen von Carl Schuchhardt, nach Hannover und gründete mit anderen Forschern auf dessen Anregung hin den Nordwestdeutschen Verband für Altertumsforschung. Dessen Verbandstage sollte er regelmäßig besuchen. Aus ähnlicher Veranlassung sollte er von Gustaf Kossinna aufgefordert nach Berlin fahren, um auf dessen Anregung hin die Deutsche Gesellschaft für Vorgeschichte gründen zu helfen.
Als Christian Reuter 1911 das Amt des Vorsitzenden des Geschichtsvereins abgab, wurde Johannes Kretzschmar sein Nachfolger und man begann Ohnesorge auszugrenzen. Exemplarisch ist hier der Vorfall vom 22. Februar 1911 zu nennen. Hermann Hofmeister führte sich mit dem Vortrag „Die frühgeschichtlichen Befestigungen in der Umgegend Lübecks“ ein, und unternahm in diesem eine sowohl anmaßende als auch skandalöse Provokation Ohnesorges. Auf der anschließenden Diskussion ergriffen der stellvertretende und später der neue Vorsitzende in einer wie es hieß höchst seltsamen Weise für den Provokateur Partei. Als weitere Beziehungen zum Vorstand unmöglich wurden, schied Ohnesorge aus dem Verein. 1913 verfasste Ohnesorge einen Aufsatz wegen nichtzutreffender Behauptungen über Alt-Lübeck und ersuchte den Vorsitzenden des Vereins um dessen Aufnahme. Der Vorsitzende hielt es jedoch, als dieses Ersuchen abschlägig beurteilt wurde, nicht für nötig, Ohnesorge davon in Kenntnis zu setzen. Weder die Fortsetzung seiner „Einleitung“ noch sein großes Werk über die Ausgrabungen sollten geschrieben werden. Ohnesorge wurde von Karl Schaefer, Direktor des Museums am Dom, wie vom Vorstand des Geschichtsvereins behandelt. Keines der im Museum ausgestellten ausgegrabenen Artefakte sollte mit dem Hinweis auf Ohnesorge versehen werden.
Anlässlich des hundertjährigen Bestehens des Vereins hielt Kretzschmar am 4. Dezember 1921 eine Festrede. In dieser nannte er alle Männer, außer Ohnesorge, die sich um den Verein verdient gemacht hatten. Ein anderes bekanntes Vorstandsmitglied, das die Ausgrabungen in Alt-Lübeck besprach, verschwieg auch hier bei der Namensnennung den dessen, der die wissenschaftlichen und Hauptausgrabungen von 1906 und 1908 angeregt, vorbereitet und 1908 durchführte und leitete.

### Geographische Gesellschaft

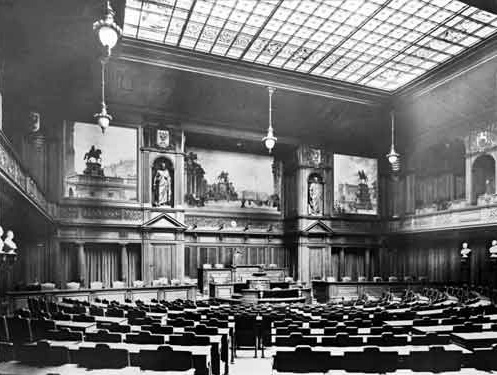
Kongresssaal

Mitglied der Geographische Gesellschaft zu Lübeck wurde Ohnesorge 1899 und wurde als solches zum VII. Internationalen Geographenkongress nach Berlin gesandt.
Da Majors v. Koschitzky eine Wiederwahl in den Vorstand ablehnte, wurde Ohnesorge auf der Versammlung am 20. Februar 1901 an seiner Stelle in den Vorstand gewählt. In den Jahren 1901/02 war er der Bibliothekar der Gesellschaft.
Mit Ausnahme der kriegsbedingten Vorlesungen bearbeitete Ohnesorge in seinen Arbeiten nur Stoffgebiete seiner engeren Heimat. Nachdem er in den Räumen der Gesellschaft zur Beförderung gemeinnütziger Tätigkeit zu Beginn des Weltkrieges einen Überblick über die östlichen und westlichen Verteidigungslinien gegen Deutschland gab, beauftragte ihn die Oberschulbehörde geographische Vorlesungen zu halten. Die erste behandelte im November und Dezember 1914 in vier Lesungen die Verteidigungslinien Frankreichs und Russlands sowie die gegenseitigen Verteidigungsstellungen zwischen der Schweiz und Italien. Die zweite bestand aus sechs Lesungen im März und April 1916 über die Voraussetzungen einer Loslösung der Ukraine von Russland. Einen Vortrag für die Gesellschaft über die Geologie, Tektonik und Morphologie Ukrainas hielt Ohnesorge am 24. März 1916.
Nach dem Krieg war Ohnesorge in den Jahren 1920 bis 1923 stellvertretender Vorsitzender und hatte danach bis 1928 den Vorsitz.
Der Magistrat der Stadt Vegesack lud die Geographische Gesellschaft aus Lübeck zum 14. April 1931 in die Aula seines Realgymnasiums, um mit ihnen den Festakt zum 100. Geburtstages des Afrikaforschers Gerhard Rohlfs zu begehen.
Auf der außerordentlichen Versammlung des 2. November 1934 wurde die Satzung wie für alle neun existierenden Vereine der Gesellschaft zur Beförderung gemeinnützigen Verhaltens erweitert. Man spezifizierte die Ausrichtung um den Passus „um erbkundliches Denken“ und die Mitglieder des Vereins hatten arischer Herkunft sein. Auf der durch die Änderungen notwendig gewordenen Neuwahl des Vorsitzenden wurde Ohnesorge einstimmig bestätigt und ihm ein neugebildeter Beirat zur Seite gestellt.
Auf der Versammlung des 24. April 1936 nahm Ohnesorge mit Rücksicht auf sein Befinden seine bereits vollzogene Wiederwahl zum Vorsitzenden nicht an. Weiterhin wollte er jedoch die jährlichen Ausflüge leiten. Daraufhin ernannte ihn die Gesellschaft zu ihrem Ehrenvorsitzenden.

### Verein für Kunstfreunde
Am 21. Oktober 1901 wurde ein außerordentlicher Beratungsabend abgehalten. Gustav Schaumann, der zweite Vorsitzende des Vereins von Kunstfreunden, teilte mit, dass Friedrich Christian Carl Wilhelm Krüger, der bisherige erste Vorsitzende, gesundheitsbedingt aus seinem Amte schiede. Bei der Wahl seines Nachfolgers wurde Kulenkamp einstimmig erwählt und sollte nun bis 1908 die Geschicke des Vereins leiten. In dieser Zeit stellte er den Verein in den Dienst praktischer Kunstaufgaben und wirkte auf diesem Wege kunsterzieherisch auf ihn ein. Durch den Fassadenwettbewerb bewies er, dass sich die hergebrachte Bauweise Lübecks, richtig entwickelt, durchaus mit den Anforderungen des modernen Lebens und Verkehrs vereinigen ließ. Zur Ausübung des dem Verein zustehenden Rechtes zum Ankauf der nicht preisgekrönten Entwürfe wurde Ohnesorge als Teil des hierzu gebildeten 15gliedriegen Gremiumes gewählt.
Eine 1902 aus Eugen Deditius, Eugen Emil Arthur Kulenkamp, Max Linde, Ohnesorge, Charles Hornung Petit, Schaumann, dem Architekten Paul Schlöss und Conrad Weidmann gebildete Kommission befasste sich mit der Frage der Möglichkeit das gewünschten Erkerverbote zu erreichen, sowie vor allem mit der Prüfung der Prämierungs-Angelegenheiten.
Über das geplante lübeckische Denkmal Otto von Bismarcks und die Entwürfe von Fritz Behn verfasste Ohnesorge im gleichen Jahr eine Abhandlung.

### Heimatschutzverein
Auf der Versammlung der Gesellschaft zur Beförderung gemeinnütziger Tätigkeit am 13. März 1907 wurde die Gründung des Lübecker Heimatschutzvereins genehmigt und dessen Satzung bestätigt. In ihm wurden unter anderem der bis dahin bestehende „Verein für Kunstfreunde“ und die aus den Tätigkeiten der Geschichtsvereine hervorgegangene Denkmalpflege vereinigt. Bereits im Folgejahr wurde in Lübeck der Deutsche Denkmalpflegetag abgehalten. An die Stelle der 1911 turnusmäßig aus dem Vorstand scheidenden wurden im November der Oberförster Buchholz für Ohnesorge und der Museumsdirektor Schaefer für Baltzer gewählt. Mit dem Ausbruch des Krieges schlief die Tätigkeit des Vereins ein. Nach dem Krieg versuchte man zunächst erfolglos, als man sich zum Gedenken seiner gefallenen Mitglieder am 29. Oktober 1919 erstmals wiedertraf oder im Dezember 1922 ein Rückblick auf dessen Geschichte erschien, diesen wiederzubeleben.
Die Bemühungen den Verein für Heimatschutz wiederzubeleben sollten erst im Februar 1924 Früchte tragen.  Mit der Wahl Friedrich Wilhelm Vircks zu dessen Vorsitzenden erfolgte am 24. März 1924 seine Neugründung. Nachdem Virck im August 1925 gesundheitsbedingt zurücktrat, wählte man Ohnesorge zu dessen Nachfolger. Sein als Stadtführer angeeignetes Wissen kam ihm hier zwar beim Denkmalschutz zustatten, wegen seiner fehlenden beruflichen Vorbildung auf dem Gebiet der praktischen Denkmalpflege blieb seine Domäne der Landschaftsschutz und bei diesem speziell die Eigenschaften bis dahin die der unbekannten lübeckischen Endmoränen.
Zwei große Endmoränen bilden den sogenannten Baltischen Höhenrücken mit der dazwischen liegenden Grundmoränenlandschaft der sich innerhalb Stormarns rechtwinklig nach Norden wendet. Im Norden und Süden des damaligen Lübeckischen Gebietes erstrecken sich Endmoränen von dem Dorf Tramm bis an die Südmoräne und im Durchschnitt 35 km von ihr entfernt von Ivendorf an den nördlichsten Rand der Nordmoräne.
- den Südrand der nördlichen Hauptendmoräne bilden die Orte Bardowiek, Lauen, Schlutup,[A 5][36] Israelsdorf, Schwartau, Cleve und Stockelsdorf
- den Nordrand bilden Teschow, Ivendorf, Offendorf, Ratekau und Pansdorf

1. deren mittlere Staffel führt Insonderheit des 1911 von Paul Friedrich als solches entdeckte zwischen 5 und 6 km langen sechsfach durchbrochenen Lübecker Os, ein Höhenrücken, von Bultwies nach Siems, Pöppendorf über die subglazialen Wallgräben bei Waldhusen bis zum sich zum Ende Avelunddurchstiches erstreckenden Wallbergs
2. deren nördliche Staffel führt über Dummersdorf, Ivendorf, Hohenmeiler Tannen nach Pansdorf

Die drei Staffeln der südlichen Hauptendmoräne laufen in Alt-Mölln zusammen.
1. nördliche Staffel: Albsfelde, Lankau, Panten, Nusse, Ritzerau nach Lüchow
2. mittlere Staffel: Herzberg und Bullerberg bei Mölln, Alt-Mölln, Poggensee, Koberg nach Sirksfelde
3. südliche Staffel (Hauptstaffel): Breitenfelde, Woltersdorf, Niendorf, Talkau, Schretstaken, Mühlenrade,  Hamfelde nach Hahnweide

Am 26. November 1926 stellte der Verein den Antrag die Endmoräne in Lauerholz, den gesamten Lübecker Os, den 61,4 m hohen Buchberg nördlich und zwei Kuppen bei Ritzerau unter Schutz zu stellen. Als 1928 ein Generalbesiedlungsplan vorsah das Lauerholz zum Naherholungsgebiet zu erklären, stellte Ohnesorge stellvertretend für den Verein und unterstützt von den in leitender Funktion für die Verwaltung und Bewirtschaftung des Waldes betrauten Personen Lübecks abermals den Antrag sowohl den Wald, als auch die Endmoränenhügel unter Schutz zu stellen. Auf Ohnesorges Antrag hin stellte der Denkmalrat die Moränenhügel an der Untertrave und bei Ritzerau, die von ihm untersuchten subglazialen Wallgräben bei Waldhusen und die Osbildungen Naturschutz.
In der Hansestadt wurde 1926 über die Errichtung eines weiteren Museums, ein „Museum für Volks- und Heimatkunde“, gestritten. Die Diskussion wurde von Ohnesorge in Form eines offenen Briefes an Carl Georg Heise, Nachfolger Schaefers, über die Sinnhaftigkeit eines zusätzlichen Museums für die Stadt angestoßen. 1928 wurde stattdessen im Naturkundlichen Museum von Ludwig Benick eine neu aufgestellte Heimatkundliche Abteilung errichtet. Zu jener Abteilung herrschte, nicht zuletzt da ihr Konservator dem Vereinsvorstand angehörte, eine besonders enge Verbindung.

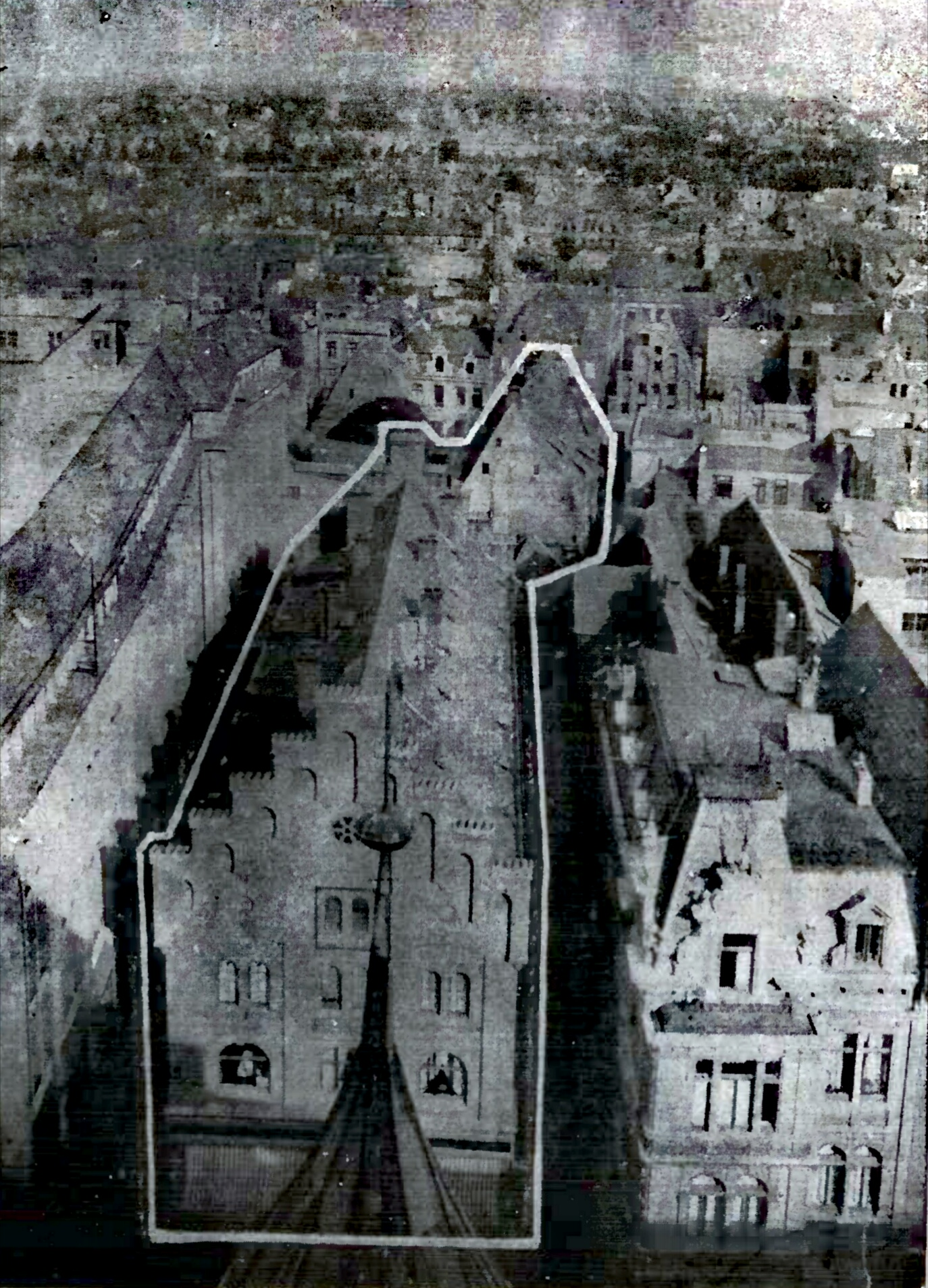
Häuserzeile des Schrangendurchbruchs

Am Mittelpunkt Lübecks befand sich zwischen dem Kleinen und Alten Schrangen an prominentestem Platz das Spritzenhaus befunden. In den darauffolgenden 50 Jahren wurde diese jedoch zu klein und die Breite Straße entwickelte sich bei ihr zum Nadelöhr. 1906 bezog die Berufsfeuerwehr seine neue Hauptfeuerwache das Schrangenproblem blieb. In den Jahren 1928 und 1929 wurde die Schrangengestaltung besprochen und Ohnesorge nahm an der Bürgerschaftssitzung für den Heimatschutz am 19. März 1929 teil. Im November 1929 einen Antrag für den Erhalt des Gebäudes ein. Letztendlich wurde jedoch der Abriss des Gebäudes beschlossen.
Auf Heises Initiative schuf Ernst Barlach 16 Skulpturen unter dem Titel Gemeinschaft der Heiligen, die in den Nischen der Westfassade von der Katharinenkirche aufgestellt werden sollten. Der Verein zog stattdessen deren Platzierung im Inneren der Kirche vor. Bis 1933 konnten lediglich drei von ihnen ausgeführt werden. Nach dem Zweiten Weltkrieg wurden die fehlenden Skulpturen durch Gerhard Marcks erschaffen und 1949 das Ensemble in die Nischen gestellt.

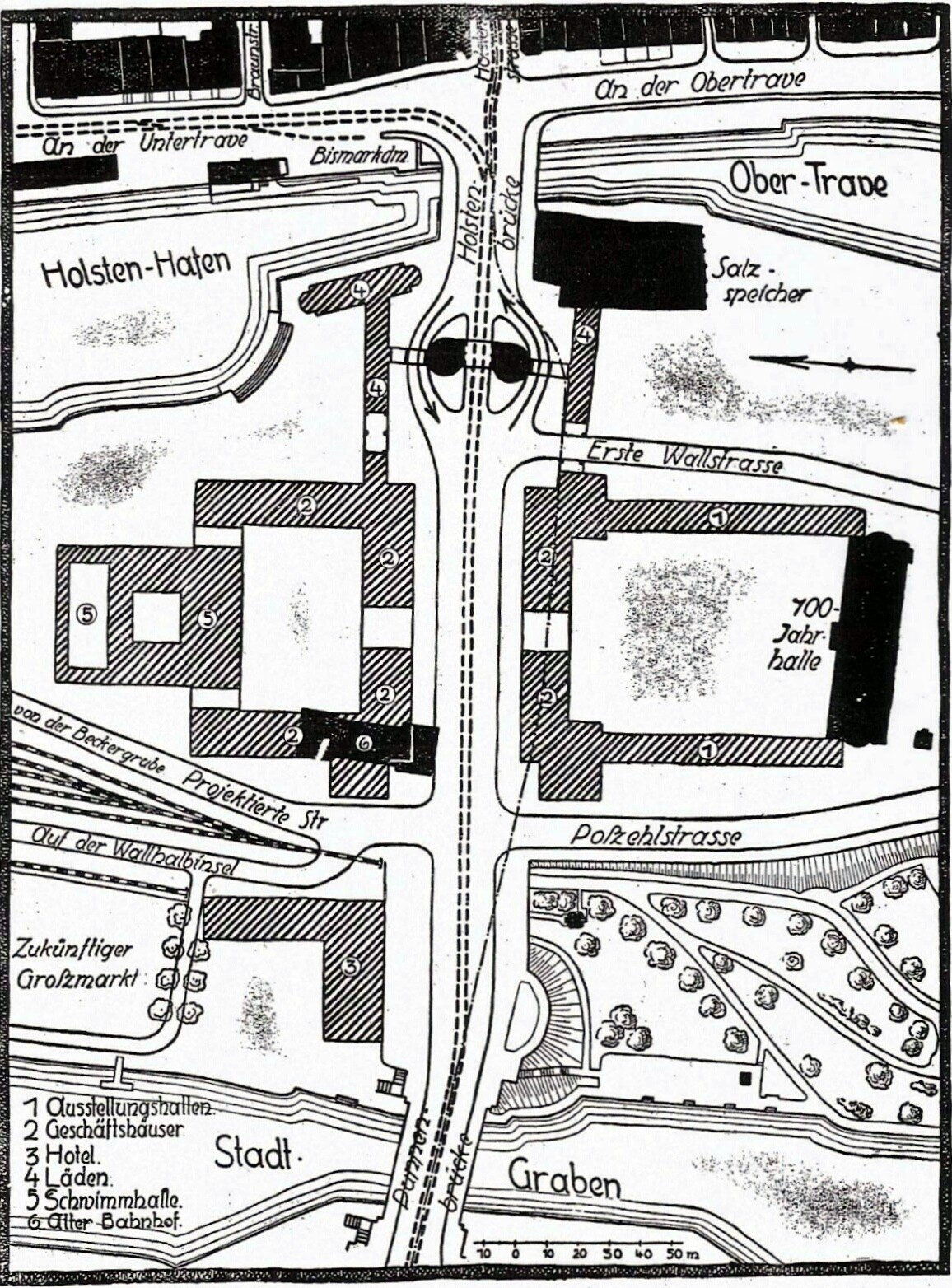
Vorschlag (1929)

Das Holstentor-Straßenprojekt wurde erstmals unter dem Landesgerichtsrat Kuhlenkamp von dem Verein von Kunstfreunden vor dem Krieg in Angriff genommen. Der letzte Vorschlag stammte von Johannes Baltzer aus dem Jahr 1914. Das Verkehrsaufkommen hatte bis 1929 jedoch derart zugenommen, dass nur noch die Straßenbahn durch das Holstentor hindurch konnte. Auch die Realisierung des Entwurfs von Stadtbaudirektor Hans Pieper sah schwere Eingriffe in die Bausubstanz vor. So würde es um den Höhenunterschied zwischen der Holstenbrücke und dem Tor auszugleichen teilweise zugeschüttet werden müssen.
Trotz seiner Bedenken sprach sich der Vorstand schließlich für diesen Vorschlag aus.
Als die 1889 in der Jakobikirche entdeckten Wandmalereien der fünf rechteckigen Pfeilerpaare wieder verhüllt wurden, ersuchte der Verein für Heimatschutz den Kirchenvorstand, die Verhüllungen wieder zu entfernen.
1931 übergab Ohnesorge sein Amt an Oberbaurat Otto Hespeler und wurde zum Ehrenmitglied des Vereins ernannt. Ohnesorge erstellte in der Folge die in den Lübeckischen Blättern veröffentlichten Jahresberichte, bis der Verein nach der Machtergreifung in den Reichsbundes für Volkstum und Heimat integriert wurde.

## Auszeichnungen
- eine der bei der Erschließung neuer Flächen in Israelsdorf im Jahr 1963 erschaffene neue Straße, der Wilhelm-Ohnesorge-Weg, ist nach ihm benannt worden
- die Gesellschaft zur Beförderung gemeinnütziger Tätigkeit ließ 1936 von Gertrud Siemers ein Porträt Ohnesorges für ihr Gesellschaftshaus malen.[25]
- als Anerkennung seiner Verdienste um die Stadt und die Gesellschaft zur Beförderung gemeinnütziger Tätigkeit, besonders im Verein für Heimatschutz, Verein für Lübeckische Geschichte und Altertumsforschung und der Geographischen Gesellschaft,  wurde Ohnesorge von Hans Sellschopp, zu jener Zeit Direktor der Gesellschaft, deren Denkmünze in silberner Ausprägung verliehen.[46]

## Familie
Ohnesorge hatte Elisabeth Clara Auguste, geborene Zech, (* 17. November 1874 in Altona: † 21. August 1943 in Lübeck) am 25. März 1898 in Blankenese geheiratet. Aus der Ehe gingen vier Töchter und ein Sohn hervor.

## Werke
- Die römische Provinzliste von 297. ein Beitrag zur Geschichte der römischen Provinzteilungen, Duisburg 1889. (50 S.; Beilage z. Progr. des Realgymn.)
- Einleitung in die lübische Geschichte. In: Zeitschrift des Vereins für Lübeckische Geschichte und Altertumskunde. Bd. 10, Lübeck 1908. (254 S.)
- Deutung des Namens Lübeck.[A 6] als wissenschaftliche Beilage zum Programm des Katharineums um 1910, Lübeck 1909. (104 S.)
- Überblick über die Topographie des Baltischen Höhenrückens von Lauenburg bis Travemünde. In: Verhandlungen des 17. Deutschen Geographentages. Berlin 1909. (24 S.)
- Ausbreitung und Ende der Slawen zwischen Niederelbe und Oder. einem Beitrag zur Geschichte der Wendenkriege, zur Charakteristik Helmolds sowie zur historischen Topographie und Namenskunde Nordalbingien. Lübeck 1911. (404 S.)[47]
- Neue Helmhold-Studien. In: Zeitschrift des Vereins für Hamburgische Geschichte. Bd. 16, Hamburg, 1911, S. 89–199.
- Berichte über Ausgrabungen in Alt-Lübeck in den Vaterstädtischen Blättern, Lübeckischen Blättern. und im General-Anzeiger. Lübeck 1906 bis 1908.
- Bearbeitung der gesamten Lübecker Jahresliteratur von  1905 bis 1914 für Jahresbericht der Geschichtswissenschaft.
- Zur neusten Forschung über Arnold von Lübeck. In: Zeitschrift des Historischen Vereins für Niedersachsen. 1912.
- Zur historischen Geographie von Nordalbingen. Hanseatische Geschichtsblätter, 1913.
- Ein Zyklus von Vorlesungen über Ukraine. Ukrainische Nachrichten, Wien 1916.
- Kultur der alten Wagrier. Lübecker Bucht 1926 und 1927.
- Altlübeck. In: Unser Pommerland. 1927.
- Der Lübecker Os und seine prähistorischen Altertümer. In: Mitteilungen der Geographischen Gesellschaft. Lübeck 1928.